# Euryrhynchidae
Famille
Les Euryrhynchidae sont une famille de crevettes (crustacés décapodes) de la super-famille des Palaemonoidea.

## Liste des genres
Selon World Register of Marine Species (22 décembre 2018) :
- genre Eurindicus De Grave, Arjun & Raghavan, 2018
- genre Euryrhynchina Powell, 1976
- genre Euryrhynchoides Powell, 1976
- genre Euryrhynchus Miers, 1878